# كونستانتين كوباتادزه
كونستانتين كوباتادزه (مواليد 28 أبريل 1983) هو ملاكم جورجي، مثّل بلاده في الألعاب الأولمبية الصيفية 2004.

## روابط خارجية
كونستانتين كوباتادزه على موقع أوليمبيديا (الإنجليزية)